# The Tyets
The Tyets, també coneguts com Els Tiets (IPA: [əɫs tiˈɛts]), és un grup de música català format pels mataronins Oriol de Ramon i Xavier Coca. Es van donar a conèixer amb el seu primer disc Trapetón (2018), i l'estiu del 2019 van guanyar força popularitat amb el senzill «RRHH (Tinc una casa)». La seva casa discogràfica és Luup Records.

## Trajectòria
El 17 de febrer de 2023 van fer públic el videoclip de la cançó «Coti x coti», en la qual barregen estils de música urbana com el reggaeton i de tradicional com la sardana. La cançó de seguida va situar-se a les primeres posicions de les llistes musicals de les emissores de ràdio dels Països Catalans. La Diada de Sant Jordi de 2023 el grup va actuar al Camp Nou amb la cançó «Coti x coti», que també es repetí en les celebracions per la consecució de diversos títols del Futbol Club Barcelona. Setmanes més tard, al llarg del mes de juny, es van convertir en el primer grup en català de la història en aconseguir 1 milió d'oients mensuals a la plataforma Spotify.
El videoclip de Coti x Coti ha estat el publicat en català en 2023 més vist a YouTube de l'any amb més de 5 milions i mig de visualitzacions, i a Spotify supera els 19 milions de reproduccions, i el videoclip de la col·laboració amb Stay Homas La platja, més de 2 milions de visualitzacions.
El seu disc Èpic Solete va ser guardonat amb el Premi Disc Català de l'Any.

## Estil

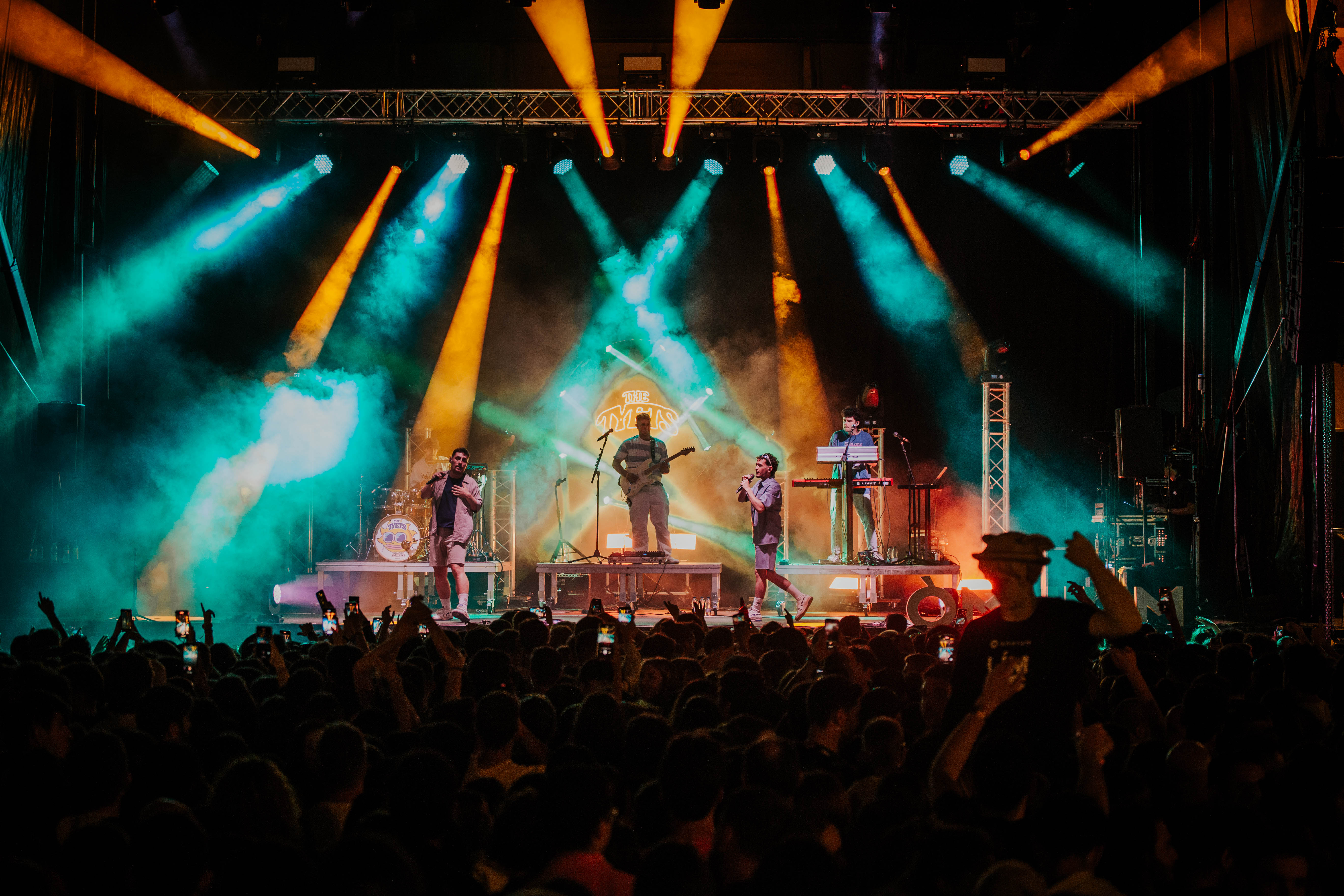
The Tyets al Festival Límbic de Sitges del 2023, organitzat per Òmnium Cultural.

Una de les peculiaritats d'aquest grup és l'estil de les seves lletres, que es distancien de les temàtiques habituals del reggaeton i del trap, com podrien ser les drogues o l'alcohol, i destaquen per les lletres humorístiques o les referències a la tradició i la cultura catalanes. Ells mateixos encasellen el seu gènere musical dins de l'etiqueta de «trapeton».
Pel que fa a la promoció del català, se'ls ha lloat per la normalització del català en l'àmbit de la música urbana i per haver contribuït a revifar i renovar el panorama musical catalanoparlant, amb sons que segueixen les tendències internacionals de la dècada del 2020. Lingüistes com Rudolf Ortega els han felicitat per la tasca del grup, que creuen que visibilitza massivament el català, fins i tot fora de les fronteres catalanoparlants. Tanmateix, també han rebut moltes crítiques per l'ús de castellanismes a l'hora de rimar les seves cançons. Tant usuaris a les xarxes socials, com diversos professionals de la llengua, consideren que hi ha bones alternatives genuïnes en català. Les veus crítiques asseveren que la música en català de The Tyets promou la degradació i castellanització (bilingüització) —gairebé sempre conscientment— de la llengua, unes crítiques que ambdós integrants han menystingut i desairat.

## Discografia

### Àlbums
- El Pipeig (Luup Records, 2020)[20][21]
- Èpic Solete (Luup Records, 2023)
- Cafè pels més cafeteros (2025)[22]

### EP
- Trapetón (Autoeditat, 2018)[3]

### Senzills
- «Santrap» (Autoeditat, 2018)[23]
- «RRHH (Tinc una casa)» (Luup Records, 2019)[5]
- «Hamaking» (Luup Records, 2019)[24]
- «Mala Vida» (Luup Records, 2019)[25]
- «Me Escapé Con un Trompetista» amb Adana, Memi, Vermax3015 (Luup Records, 2019)[26]
- «Tremeru» amb Maresme Boyz (Luup Records, 2020)
- «Fredolics» amb Yung Rovelló (Luup Records, 2020)[27]
- «Kelly» (Luup Records, 2020)[28]
- «Ronaldinho» (Luup Records, 2020)[29]
- «BEBESITA» (Luup Records, 2020)[30]
- «Sacramento» amb Kids From Mars, Bounties (Luup Records, 2020)[31]
- «Se Queda» amb Ferran Palau (Luup Records, 2020)[32]
- «Menorca» (Luup Records, 2020)[33]
- «Txarango al Canet Rock» amb La Fúmiga (Luup Records, 2020)[34]
- «Amics, tiets i coneguts» amb Els Amics de les Arts (Luup Records, 2021)[35][36]
- «La Dels Manolos» amb Los Manolos (Luup Records, 2021)[37]
- «Fa Dies» (amb Chiara Oliver) (Luup Records, 2024)[38]

### Col·laboracions
- Animalari urbà (Luup Records, 2021)
- Nadal Mix 2023 (Luup Records, 2023)[39]